# مگنوس شفیلد
مگنوس شفیلد (انگلیسی: Magnus Sheffield؛ زادهٔ ۱۹ آوریل ۲۰۰۲) دوچرخه‌سوار اهل ایالات متحده آمریکا است.
از باشگاه‌هایی که در آن بازی کرده‌است می‌توان به تیم اسکای اشاره کرد.
وی در مسابقات کشوری و بین‌المللی در مجموع برندهٔ ۱ مدال برنز شده‌است.